# Cantonul Embrun
Cantonul Embrun este un canton din arondismentul Gap, departamentul Hautes-Alpes, regiunea Provence-Alpes-Côte d'Azur, Franța.

## Comune
- Baratier
- Châteauroux-les-Alpes
- Crévoux
- Crots
- Embrun (reședință)
- Les Orres
- Saint-André-d'Embrun
- Saint-Sauveur